# Floricienta: Grandes éxitos
Floricienta: Grandes Éxitos fue la sexta producción fonográfica y segundo álbum recopilatorio de la telenovela juvenil e infantil argentina, Floricienta lanzado en 2007 exclusivo para México, debido a la culminación y éxito de la tira en el país azteca.

## Información del disco
El álbum fue lanzado en formato de CD y contenía una mezcla de 13 canciones de las dos temporadas producidas para televisión, más tres canciones inéditas con nuevas versiones pertenecientes a las giras musicales Floricienta: Princesa de la Terraza Tour y Tour de los Sueños,  «Princesa de la terraza», «Tu» y «Miau miau».
El disco fue producido por EMI Televisa Music y logró ser un éxito en ventas en México, logrando ubicarse en los primeros puestos en ventas en ese país.

## Lista de canciones
1. Y así será
2. Y la vida
3. Mi vestido azul
4. Corazones al viento
5. Cosas que odio de vos
6. Pobres los ricos
7. Flores amarillas
8. ¿Qué esconde el Conde?
9. Hay un cuento
10. Un enorme dragón
11. Miau Miau
12. Princesa de la terraza
13. Tú

## Curiosidades
- Fue la primera vez que la canción «Miau miau» se incluyó en un álbum de la serie.
- Solo se lanzó en México.